# Municipio de Wiley
Wiley Township es una subdivisión territorial inactiva del condado de Randolph, Arkansas, Estados Unidos. Según el censo de 2020, tiene una población de 99 habitantes.
Es una subdivisión exclusivamente geográfica, por cuanto el estado de Arkansas no utiliza la herramienta de los townships como Gobiernos municipales.

## Geografía
La subdivisión está ubicada en las coordenadas 36°11′26″N 90°54′50″O / 36.19056, -90.91389. Según la Oficina del Censo de los Estados Unidos, tiene una superficie total de 59.13 km², de la cual 59.11 km² corresponden a tierra firme y 0.02 km² son agua.

## Demografía
Según el censo de 2020, hay 99 personas residiendo en la zona. La densidad de población es de 1.67 hab./km². El 87.88 % de los habitantes son blancos, el 2.02 % son afroamericanos, el 1.01 % es amerindio y el 9.09% son de una mezcla de razas. No hay hispanos o latinos viviendo en la región.